# Meiodorvillea apalpata
Meiodorvillea apalpata är en ringmaskart som beskrevs av Jumars 1974. Meiodorvillea apalpata ingår i släktet Meiodorvillea och familjen Dorvilleidae. Inga underarter finns listade i Catalogue of Life.